# Arnulf Melzer
Arnulf Melzer (* 1947 in Cham) ist ein deutscher Biologe mit dem Fachgebiet Limnologie und ehemaliger Universitätsprofessor.

## Werdegang
Melzer studierte an der Technischen Universität München in Weihenstephan und promovierte 1976. Er baute von 1986 bis 1992 die Limnologische Station Iffeldorf der Universität auf, die er bis 2001 leitete. Seit 1991 ist er als außerplanmäßiger Professor an der TU München tätig. Von 1997 bis 2003 war er Vizepräsident der TU München und seit 1999 Leiter der Fundraising-Kampagne der TU München „Allianz für Wissen“. Seit 2004 ist Arnulf Melzer Bevollmächtigter des Präsidenten für Fundraising der TU München. Seit April 2016 ist Melzer im Ruhestand.
Schwerpunkte seiner wissenschaftlichen Arbeit sind die Ökologie und Physiologie von Wasserpflanzen. Im Rahmen seiner Habilitation (1989) entwickelte Arnulf Melzer den Makrophytenindex zur Gewässergütebestimmung anhand der vorkommenden Wasserpflanzen.

## Privates
Arnulf Melzer ist verheiratet und hat drei Kinder.

## Ehrungen
- 1985: Bruno H. Schubert-Preis
- 1987: Paulaner-Forschungspreis „Reines Wasser“
- 2011: Verdienstkreuz am Bande der Bundesrepublik Deutschland